# Retaliation (deutsche Band)
Retaliation (engl. „Vergeltung“) ist eine deutsche Death-Metal-Band aus Unterfranken.

## Geschichte
Die Band wurde im Dezember 2005 durch Julian Welsch und Sven Lutz, welcher die Band allerdings bald wieder verließ, unter dem Namen Invalid Injection gegründet. Nachdem die Band durch den Einstieg von Stefan Lammer, Heiko Heckner, Johannes Schwarzkopf und Jürgen Köhler vervollständigt worden war, folgten ab 2007 erste Liveauftritte. Im Februar 2008 veröffentlichte die Band ihre erste EP Enticing, welche durch das Untergrund-Label Rising Nemesis Records veröffentlicht wurde. Auf dieser Aufnahme spielte Julian Welsch alle Instrumente selbst ein, während Johannes Schwarzkopf und Stefan Lammer den Gesang beisteuerten. Produziert wurde das Album von Nikita Kamprad (Fuck Your Shadow From Behind, Der Weg einer Freiheit), der auch ein Gitarrensolo für das Lied Enticing World of Eternal Lies einspielte. Die Abmischung und das Mastering übernahm Andreas Hofmann von der Würzburger Band Apokrypha.
Nach dem Auftritt auf dem Eisenwahn Festival im Juli 2008 verließen Stefan Lammer und Jürgen Köhler die Band und wurden noch im selben Jahr durch Dennis Schneider, Christian Schlosser und Marc Schuhmann ersetzt. 2010 wurde Retaliation von dem US-amerikanischen Plattenlabel Unique Leader Records unter Vertrag genommen, welches im selben Jahr ihr Debüt-Album Seven veröffentlichte. Dieses wurde von Dennis Schneider selbst produziert und abgemischt, Christoph Brandes übernahm das Mastering in den Iguana Studios. Im Sommer 2011 verließ Julian Welsch die Band und wurde durch Florian Wehner ersetzt.
Die Band spielte unter anderem Konzerte zusammen mit den Bands Decapitated, Soul Demise, Ex Deo, Purgatory, Defloration und Wolfchant.

## Stil
Die Musik auf Enticing wurde mit den Frühwerken von At the Gates verglichen, das Vorhandensein von „Tiefgang, Melodie und Emotionen“ hervorgehoben. Seven beinhaltet neben modernem und technisch anspruchsvollem Death Metal auch Einflüsse aus dem Melodic Death Metal, sowie stellenweise ruhigere Intermezzi.

## Diskografie
- 2008: Enticing (EP, Rising Nemesis Records)
- 2010: Seven (Album, Unique Leader Records)